# Cataulacus elongatus
Cataulacus elongatus é uma espécie de formiga do gênero Cataulacus, pertencente à subfamília Myrmicinae.